# Eleutherodactylus andicola
Eleutherodactylus andicola là một loài ếch trong họ Leptodactylidae. Chúng là loài đặc hữu của Bolivia.